# Sobieski pod Wiedniem (obraz Juliusza Kossaka)
Sobieski pod Wiedniem, także Sztandar proroka – powstały w 1882 obraz autorstwa polskiego malarza Juliusza Kossaka.

## Opis
Kossak przedstawił na obrazie scenę historyczną osadzoną w realiach Odsieczy wiedeńskiej 1683. Jeden z Polaków prezentuje królowi Janowi III Sobieskiemu sztandar turecki odnaleziony na polu bitwy. Chorągiew tę Sobieski zdecydował się wysłać papieżowi Innocentemu XI. Sztandar zawiózł do Rzymu opat mogilski i jednocześnie sufragan krakowski Jan Denhoff.
Akwarela znajduje się w zbiorach Muzeum Narodowego w Warszawie.